# Dominum et Vivificantem
Dominum et Vivificantem (Господа Животворящего) — пятая по счёту энциклика Папы римского Иоанна Павла II, опубликованная 18 мая 1986 года. Энциклика посвящена Святому Духу и его роли в жизни церкви.

## Структура
Энциклика состоит из 3 частей, введения и заключения.
- Введение
- Часть 1. Дух Отца и Сына, дарованный Церкви
- Часть 2. Дух, обличающий мир о грехе
- Часть 3. Дух Животворящий
- Заключение

## Содержание
В то время, как две предыдущие энциклики Иоанна Павла II носили культурологический и исторический (Slavorum Apostoli), а также общественно-социальный характер (Laborem Exercens), в Dominum et Vivificantem папа возвращается к теологическим вопросам. «Dominum et Vivificantem» — самое длинное и самое сложное размышление о Святом Духе в истории папских энциклик.
Энциклика рассматривает учение Католической церкви о Святом Духе и его роли в жизни Церкви со времени Пятидесятницы до наших дней. Обширно цитируются документы Второго Ватиканского собора, главным образом Lumen Gentium и Gaudium et Spes. Вторая глава подробно останавливается на Святом Духе, как обличителе мира о грехе. Святой Дух, по мнению папы, через Церковь должен убедить мир в его греховности, чтобы мир смог осознать потребность в искуплении. Третья глава связана с приближением 2000-летнего юбилея нашей эры и началом третьего тысячелетия с момента пришествия в мир Христа. В ней подвергаются критике общества, в которых господствует атеизм и материализм. Они рассматриваются в контексте «сопротивления Духу Святому», и именно из-за них, говорится в энциклике, в нашей «порочной материалистической цивилизации» появляются угрожающие «знамения времени» и «вестники смерти» (гонка вооружений, терроризм и пр.).
«Dominum et Vivificantem» специально не делает серьёзный акцент на проблеме филиокве, хотя католический взгляд на триадологию разобран в первой главе. Энциклика написана скорее с позиции пастыря, стремящегося привить читателям любовь и преданность Святому Духу, а не с позиции профессора, стремящегося победить в теологическом споре.
К такой миссии – возвещать о Духе – Церковь сознает себя призванной, приближаясь со всем человечеством к концу второго тысячелетия от Рождества Христова. Перед лицом неба и земли, которые «прейдут», она хорошо знает, что «слова, которые не прейдут», становятся особо красноречивыми. Это слова Христа о Духе Святом, неисчерпаемом источнике «воды, текущей в жизнь вечную», то есть слова истины и спасительной благодати. Над этими словами она желает размышлять, к этим словам она желает привлечь внимание верующих и всех людей, готовясь праздновать – о чем будет сказано позже – великий Юбилей, коим будет отмечен переход от второго тысячелетия христианства к третьему
.